# Zoltána
A Zoltána női név a Zoltán férfinév latinos képzésű párja. Megfelelője a szultána köznévnek és a Szultána keresztnévnek.

## Rokon nevek
- Szultána:[1] szintén a Zoltán férfinév női párja.
- Szulikó:[1] valószínűleg a Szultána alakváltozata.
- Szulita:[1] valószínűleg a Szultána alakváltozata.

## Gyakorisága
Az 1990-es években a Zoltána, a Szultána, a Szulikó és a Szulita szórványos név, a 2000-es években nem szerepelnek a 100 leggyakoribb női név között.

## Névnapok
Zoltána, Szultána
- június 23.[2]

Szultána
- január 19.

Szulikó, Szulita
- nincs hivatalos